# Supersport-300-Weltmeisterschaft 2022
Die Supersport-300-WM-Saison 2022 war die sechste in der Geschichte der FIM-Supersport-300-Weltmeisterschaft. Es wurden bei acht Veranstaltungen 16 Rennen ausgetragen. Weltmeister wurde Álvaro Díaz.
Die Saison wurde durch den tödlichen Unfall Victor Steemans überschattet.

## Punkteverteilung
Weltmeister wird derjenige Fahrer beziehungsweise der Hersteller, der bis zum Saisonende die meisten Punkte in der Weltmeisterschaft angesammelt hat. Bei der Punkteverteilung werden die Platzierungen im Gesamtergebnis des jeweiligen Rennens berücksichtigt. Die fünfzehn erstplatzierten Fahrer jedes Rennens erhalten Punkte nach folgendem Schema:
| Punkteverteilung | Punkteverteilung | Punkteverteilung | Punkteverteilung | Punkteverteilung | Punkteverteilung | Punkteverteilung | Punkteverteilung | Punkteverteilung | Punkteverteilung | Punkteverteilung | Punkteverteilung | Punkteverteilung | Punkteverteilung | Punkteverteilung | Punkteverteilung |
| ---------------- | ---------------- | ---------------- | ---------------- | ---------------- | ---------------- | ---------------- | ---------------- | ---------------- | ---------------- | ---------------- | ---------------- | ---------------- | ---------------- | ---------------- | ---------------- |
| Platz            | 1                | 2                | 3                | 4                | 5                | 6                | 7                | 8                | 9                | 10               | 11               | 12               | 13               | 14               | 15               |
| Punkte           | 25               | 20               | 16               | 13               | 11               | 10               | 9                | 8                | 7                | 6                | 5                | 4                | 3                | 2                | 1                |

In die Wertung kommen alle erzielten Resultate.

## Teams und Fahrer
| Team                                       | Hersteller | Maschine  | Nr.       | Fahrer                   | Läufe           |
| ------------------------------------------ | ---------- | --------- | --------- | ------------------------ | --------------- |
| 2R Racing                                  | Kawasaki   | Ninja 400 | 41        | Marc García              | 1–2             |
| 2R Racing                                  | Kawasaki   | Ninja 400 | 44        | Christian Stange         | 5–10            |
| Accolade Smrž Racing                       | Kawasaki   | Ninja 400 | 19        | Víctor Rodríguez         | 1–6             |
| Accolade Smrž Racing                       | Kawasaki   | Ninja 400 | 73        | José Luis Pérez González | 1–16            |
| Chiodo Moto Racing                         | Kawasaki   | Ninja 400 | 55        | Antonio Frappola         | 1–16            |
| Fusport – RT Motorsports by SKM – Kawasaki | Kawasaki   | Ninja 400 | 60        | Dirk Geiger              | 1–6, 8          |
| Fusport – RT Motorsports by SKM – Kawasaki | Kawasaki   | Ninja 400 | 69        | Troy Alberto             | Alle            |
| Fusport – RT Motorsports by SKM – Kawasaki | Kawasaki   | Ninja 400 | 69        | Tom Booth-Amos           | 1–16            |
| GoEleven                                   | Kawasaki   | Ninja 400 | 36        | Stefano Raineri          | 1–2             |
| Kawasaki Provec WorldSSP300                | Kawasaki   | Ninja 400 | 11        | 1–16                     |                 |
| Kawasaki GP Project                        | Kawasaki   | Ninja 400 | 59        | Alessandro Zanca         | 1               |
| Kawasaki GP Project                        | Kawasaki   | Ninja 400 | 85        | Kevin Sabbatuci          | 1               |
| Leader Team Flembbo                        | Kawasaki   | Ninja 400 | 23        | Sylvain Markarian        | 1               |
| Leader Team Flembbo                        | Kawasaki   | Ninja 400 | 46        | Samuel Di Sora           | 1               |
| MTM Kawasaki                               | Kawasaki   | Ninja 400 | 61        | Yuta Okaya               | 1               |
| MTM Kawasaki                               | Kawasaki   | Ninja 400 | 72        | Victor Steeman           | 1               |
| MTM Kawasaki                               | Kawasaki   | Ninja 400 | 77        | Ruben Bijman             | 1               |
| Prodina Team WorldSSP300                   | Kawasaki   | Ninja 400 | 48        | Thomas Brianti           | 1–8             |
| Prodina Team WorldSSP300                   | Kawasaki   | Ninja 400 | 64        | Hugo De Cancellis        | 1–10            |
| ProGP Racing                               | Kawasaki   | Ninja 400 | 80        | Gabriele Mastroluca      | 1–10            |
| ProGP Racing                               | Kawasaki   | Ninja 400 | 97        | Filippo Maria Palazzi    | 1–8             |
| SWM Racing                                 | Kawasaki   | Ninja 400 | 18        | Indy Offer               | 1–3, 5, 6, 9–10 |
| SWM Racing                                 | Kawasaki   | Ninja 400 | 22        | Joel Romero              | 1–16            |
| SWM Racing                                 | Kawasaki   | Ninja 400 | 58        | Iñigo Iglesias           | 1–16            |
| Team#109 Kawasaki                          | Kawasaki   | Ninja 400 | 14        | James McManus            | 1–8             |
| TPR Team Pedercini Racing                  | Kawasaki   | Ninja 400 | 07        | Johan Gimbert            | 1–16            |
| Freudenberg KTM WorldSSP Team              | KTM        | RC 390 R  | 72        | Victor Steeman           | 1–16            |
| Freudenberg KTM WorldSSP Team              | KTM        | RC 390 R  | TBA       | Lennox Lehmann           | TBA             |
| AD78 Team Brasil by MS Racing              | Yamaha     | YZF-R3    | 83        | Meikon Kawakami          | 1–16            |
| AD78 Team Brasil by MS Racing              | Yamaha     | YZF-R3    | 87        | Ton Kawakami             | 1–16            |
| Biblion Yamaha Motoxracing                 | Yamaha     | YZF-R3    | 54        | Bahattin Sofuoğlu        | 1–16            |
| Biblion Yamaha Motoxracing                 | Yamaha     | YZF-R3    | 93        | Marco Gaggi              | 1–16            |
| Machado Came SBK                           | Yamaha     | YZF-R3    | 08        | Bruno Ieraci             | 1–5             |
| Machado Came SBK                           | Yamaha     | YZF-R3    | 21        | Vicente Pérez            | 1–16            |
| Machado Came SBK                           | Yamaha     | YZF-R3    | 77        | Ruben Bijman             | 1–16            |
| Team BRcorse                               | Yamaha     | YZF-R3    | 26        | Mirko Gennai             | 1–16            |
| Team Trasimeno                             | Yamaha     | YZF-R3    | 15        | Alfonso Coppola          | 5–10            |
| Team Trasimeno                             | Yamaha     | YZF-R3    | 16        | Beatriz Neila            | 1–2             |
| Viñales Racing Team                        | Yamaha     | YZF-R3    | 1–4, 8–10 |                          |                 |
| Viñales Racing Team                        | Yamaha     | YZF-R3    | 76        | Julián Giral             | 1–2             |
| Viñales Racing Team                        | Yamaha     | YZF-R3    | 85        | Kevin Sabbatucci         | 1–16            |
| WRP Wepol Racing                           | Yamaha     | YZF-R3    | 53        | Petr Svoboda             | 1–16            |
| Yamaha MS Racing                           | Yamaha     | YZF-R3    | 10        | Unai Orradre             | 1–8             |
| Yamaha MS Racing                           | Yamaha     | YZF-R3    | 70        | Miguel Santiago Duarte   | 1–8             |

| Legende         |
| --------------- |
| Stammfahrer     |
| Wildcard-Fahrer |
| Ersatzfahrer    |

## Rennergebnisse
| Nr. | Datum  | Rennen      | Strecke     | Pole-Position   | Lauf | Platz 1           | Platz 2           | Platz 3               | Schn. Rennrunde | Gesamtführung | Gesamtführung |
| Nr. | Datum  | Rennen      | Strecke     | Pole-Position   | Lauf | Platz 1           | Platz 2           | Platz 3               | Schn. Rennrunde | Fahrer        | Konstrukteur  |
| --- | ------ | ----------- | ----------- | --------------- | ---- | ----------------- | ----------------- | --------------------- | --------------- | ------------- | ------------- |
| 1   | 09.04. | Spanien     | Aragón      | Marc García     | 1    | Marc García       | Álvaro Díaz       | Lennox Lehmann        | Marc García     | Marc García   | Yamaha        |
| 1   | 10.04. | Spanien     | Aragón      | Marc García     | 2    | Álvaro Díaz       | Marc García       | Lennox Lehmann        | Matteo Vannucci | Álvaro Díaz   | Yamaha        |
| 2   | 23.04. | Niederlande | Assen       | Victor Steeman  | 1    | Victor Steeman    | Samuel Di Sora    | Mirko Gennai          | Samuel Di Sora  | Marc García   | Yamaha        |
| 2   | 24.04. | Niederlande | Assen       | Victor Steeman  | 2    | Hugo De Cancellis | Álvaro Díaz       | Yuta Okaya            | Yuta Okaya      | Álvaro Díaz   | Yamaha        |
| 3   | 21.05. | Portugal    | Misano      | Yuta Okaya      | 1    | Marc García       | Samuel Di Sora    | Yuta Okaya            | Samuel Di Sora  | Marc García   | Yamaha        |
| 3   | 22.05. | Portugal    | Misano      | Yuta Okaya      | 2    | Samuel Di Sora    | Iñigo Iglesias    | Mirko Gennai          | Petr Svoboda    | Marc García   | Yamaha        |
| 4   | 24.07. | Italien     | Misano      | Matteo Vannucci | 1    | Matteo Vannucci   | Álvaro Díaz       | Samuel Di Sora        | Victor Steeman  | Marc García   | Yamaha        |
| 4   | 25.07. | Italien     | Misano      | Matteo Vannucci | 2    | Álvaro Díaz       | Yuta Okaya        | Victor Steeman        | Lennox Lehmann  | Álvaro Díaz   | Yamaha        |
| 5   | 30.07. | Tschechien  | Most        | Kevin Sabatucci | 1    | Marc García       | Hugo De Cancellis | Álvaro Díaz           | Marc García     | Álvaro Díaz   | Yamaha        |
| 5   | 31.07. | Tschechien  | Most        | Kevin Sabatucci | 2    | Victor Steeman    | Álvaro Díaz       | Lennox Lehmann        | Victor Steeman  | Álvaro Díaz   | Yamaha        |
| 6   | 10.09. | Frankreich  | Magny-Cours | Victor Steeman  | 1    | Matteo Vanucci    | Marc García       | Álvaro Díaz           | Matteo Vanucci  | Álvaro Díaz   | Yamaha        |
| 6   | 11.09. | Frankreich  | Magny-Cours | Victor Steeman  | 2    | Victor Steeman    | Álvaro Díaz       | Dirk Geiger           | Matteo Vanucci  | Álvaro Díaz   | Yamaha        |
| 7   | 24.09. | Spanien     | Barcelona   | Victor Steeman  | 1    | Yuta Okaya        | Álvaro Díaz       | Julio Garcia Gonzalez | Mirko Gennai    | Álvaro Díaz   | Yamaha        |
| 7   | 25.09. | Spanien     | Barcelona   | Victor Steeman  | 2    | Victor Steeman    | Hugo De Cancellis | Mirko Gennai          | Victor Steeman  | Álvaro Díaz   | Yamaha        |
| 8   | 08.10. | Portugal    | Portimão    | Dirk Geiger     | 1    | Dirk Geiger       | Hugo De Cancellis | Humberto Maier        | Samuel Di Sora  | Álvaro Díaz   | Yamaha        |
| 8   | 09.10. | Portugal    | Portimão    | Dirk Geiger     | 2    | Mirko Gennai      | Álvaro Díaz       | Matteo Vannucci       | Mirko Gennai    | Álvaro Díaz   | Yamaha        |

## Konstrukteurswertung
| Rang | Konstrukteur | ARA | ARA | NED | NED | EST | EST | MIS | MIS | CZE | CZE | FRA | FRA | BAR | BAR | EST | EST | Gesamt- punkte |
| ---- | ------------ | --- | --- | --- | --- | --- | --- | --- | --- | --- | --- | --- | --- | --- | --- | --- | --- | -------------- |
| 1    | Yamaha       | 1   |     |     |     |     |     |     |     |     |     |     |     |     |     |     |     | 344            |
| 2    | Kawasaki     | 3   |     |     |     |     |     |     |     |     |     |     |     |     |     |     |     | 326            |
| 3    | KTM          | 4   |     |     |     |     |     |     |     |     |     |     |     |     |     |     |     | 119            |